# Le Singe volant
Le Singe volant  ou De vliegende aap en néerlandais est le quatrième album de bande dessinée de la série Bob et Bobette. Il porte le numéro 87 de la série actuelle. 
Il a été écrit et dessiné par Willy Vandersteen et publié dans De Nieuwe Standaard du 28 septembre 1946 au 12 février 1947.

## Personnages principaux
- Bobette
- Bob
- Lambique
- Sidonie
- Arthur (première apparition)
- Serpentos et son serpent-radio, Kanga

## Personnages secondaires
- L'âne Putiphar (première apparition). Avalant un appareil de radio, il retransmet les chaines en captant les ondes radio avec sa queue. Il est surnommé Asinus par les Jambabas. Il reviendra dans l'album Les Nabanablues.
- Miss Banane
- Les Jambabas, peuple fictif du Dongo
- Boumbala (chef d'un village africain, son nom n'est évoqué que dans la version originale, en néerlandais)

## Lieux
- Belgique
- Dongo[2]
- Village des Jambabas

## L'histoire
Lambique lit le journal chez Tante Sidonie quand il s'excite soudainement sur une photo publiée, de manière extrême. La photo représente un être mystérieux qui aurait été vu dans les forêts du Dongo. Lorsqu'il est enfin calmé, Lambique raconte qu'il s'agit de son frère, Arthur, et que celui-ci peut voler en buvant le suc d'une plante. Les dernières nouvelles qu'il a eues est une lettre reçue cinq ans auparavant où Arthur dit partir à la recherche de la fille de son guide, ce dernier étant décédé. 
Lambique organise une expédition au Dongo afin de partir à la recherche de son frère. Bob et Bobette l'accompagnent tandis que Tante Sidonie reste à la maison. Ils prennent également avec eux Putiphar, un âne qui avala un radio-transistor juste avant de partir. Cela lui permet d'émettre la radio à chaque fois qu’il met sa queue en l’air, celle-ci lui servant d'antenne. 
Arrivés au Dongo, ils sauvent un indigène, chef d'un village, qui leur fournit en remerciement des porteurs. Ils atteignent le territoire des Jambabas, ce qui fit fuir leur porteur. Ils retrouvent Arthur qui s'enfuit, timide. 
Cherchant une solution, ils sont interrompus par une lettre de Serpentos qui leur ordonne de quitter le territoire s'ils ne veulent pas d'ennui. Ils ne se laissent bien évidemment pas intimider et décident même de mener l'enquête sur cet homme. Ils partent à sa recherche dans la jungle.
Lambique est hypnotisé par le serpent Kanga, qui est téléguidé par Serpentos. Lambique devient alors maléfique et tire sur Bobette avec une arme à feu. Bob la croit alors morte sur le cou et est écroulé par le chagrin quand Kanga le serpent l'attaque. Mais il est sauvé par une fille noire nommée Banane, qui jeta un morceau de cactus sur le serpent (qui s'avère être gonflable). Ce serpent sera réparé ensuite par Serpentos. Quant à Bobette, elle n'est en fait pas morte, le fusil n'ayant pas été assez chargé. 
Banane raconte qu'elle était la reine des Jambabas. Son trône se trouvait dans un temple au sommet d’un rocher, dont elle seule connaît l’entrée secrète. Le temple contient également un trésor convoité par Serpentos. Ce dernier a retourné le peuple contre sa reine afin de commettre ses méfaits. Lambique, toujours hypnotisé, capture, avec l'aide des Jambabas, Bob et Bobette, avant de les faire cuire sur le feu. Serpentos fait mettre ensuite Lambique dans la grande marmite, brisant ainsi l'hypnose. Banane les sauva de justesse en creusant un trou sous la marmite.
Après cela, parviennent Arthur qui reconnait alors Lambique. La joie est à son comble entre les deux frères. Mais entretemps, Bobette et Miss Banane ont été capturés par Serpentos. Il les place sur une statue au milieux d'un lac remplis de crocodiles. Ils sont secourus par Arthur. Bob, Bobette et Miss Banane partent ensuite pour le temple. Serpentos les repère et n'hésite pas à les cribler de balles avec une mitrailleuse. Lambique et Arthur les croit alors mort sur le coup, avant de se rendre compte qu'il s'agisse d'un leurre. Lorsqu’ils arrivent enfin près du temple, ils trouvent le trône de Miss Banane. Mais Arthur est hypnotisé par Serpentos, qui s'envole sur son dos jusqu'au temple. Tante Sidonie a entretemps voyagé jusqu'au Dongo en hélicoptère et parvient à maîtriser Serpentos et son serpent Kanga, avec l'aide de Putiphar. Celui-ci était adoré par les Jambabas comme un dieu grâce à la retransmission des émissions radios qu'il effectuait, ayant avalé un appareil avant le voyage. Il aura eu au moins pour effet de faire perdre le pouvoir qu'avait Serpentos sur les villageois. 
Arthur montre alors le Botanicus Aeronauticus. Lambique boit également le suc de la plante, ce qui lui permet d'avoir la capacité de voler. Les deux frères partent alors, en volant, à la poursuite de Serpentos et Kanga, qui se sont enfuis avec Putiphar. Les villageois se soumettent à nouveau à Banana, et Arthur est nommé gardien du temple. Les quatre amis rentrent chez eux en ayant amené la fameuse plante, mais Putiphar l'avala entièrement et s'enfuit en volant du cargo. 
En Belgique, Serpentos devient gardien au zoo et son serpent, Kanga, est exposé en vitrine. 

## Autour de l'album
- Arthur, le frère volant de Lambique, fait ses débuts dans cet album. Il reviendra plusieurs fois dans la série, notamment dans  L'Oiseau Blanc, Les joueurs de Tam-Tam, Amphoris d'Amphoria, Le singe similaire, Les Nabanableus…
- Il s'agit du premier album dans lequel le professeur Barabas est absent. Les personnages vont au Dongo en avion et hélicoptère, alors que Barabas possède le Gyronef.
- Il s'agit du premier album dans lequel les personnages voyagent en Afrique.
- Bobette devient jalouse pour la première fois d'une fille (Miss Banane), qui drague Bob. Sa jalousie jouera un rôle majeur dans les albums ultérieurs.
- Tante Sidonie danse avec un Jambaba noir le swing tout droit venu des États-Unis à la fin des années 1940.
- Dongo est une parodie du Congo belge. Dans la série néerlandaise non coloré et la série en bichromie, le Dongo a été remplacé par le Suriname, le pays étant encore une colonie néerlandais à cette époque. Ce changement de pays a créer une incohérence dans le récit puisque cela voudrait dire que les animaux africains (crocodiles, hippopotames, tigres) vivraient en Amérique du Sud.

## Traductions
Le nom original de l'album, en néerlandais, est De vliegende aap. L'album est également édité dans d'autres langues :
| Langue   | Titre de la série | Titre              | Année de sortie |
| -------- | ----------------- | ------------------ | --------------- |
| Allemand | Ulla und Peter    | Der fliegende Affe | 1953            |
| Suédois  | Finn och Fiffi    | Den flygande apan  | 1979            |

## Éditions
- De vliegende aap, Standaart, 1948 : Édition originale en néerlandais
- Le Singe volant, Erasme, 1966 : Édition française comme numéro 55 de la série en bichromie.
- Le Rayon magique, Erasme, 1968 : Édition française comme numéro 87 de la série actuelle en couleur.